# Pioggiola
Pioggiola (korsisch Piogiula) ist eine Gemeinde auf der französischen Insel Korsika. Sie gehört   zum Département Haute-Corse, zum Arrondissement Calvi und zum Kanton L’Île-Rousse.

## Geografie
Pioggiola liegt auf ungefähr 1000 Metern über dem Meeresspiegel im korsischen Gebirge. Die Gemeinde grenzt an Zilia, Feliceto, Nessa, Speloncato, Ville-di-Paraso, Occhiatana, Olmi-Cappella, Mausoléo und Calenzana.

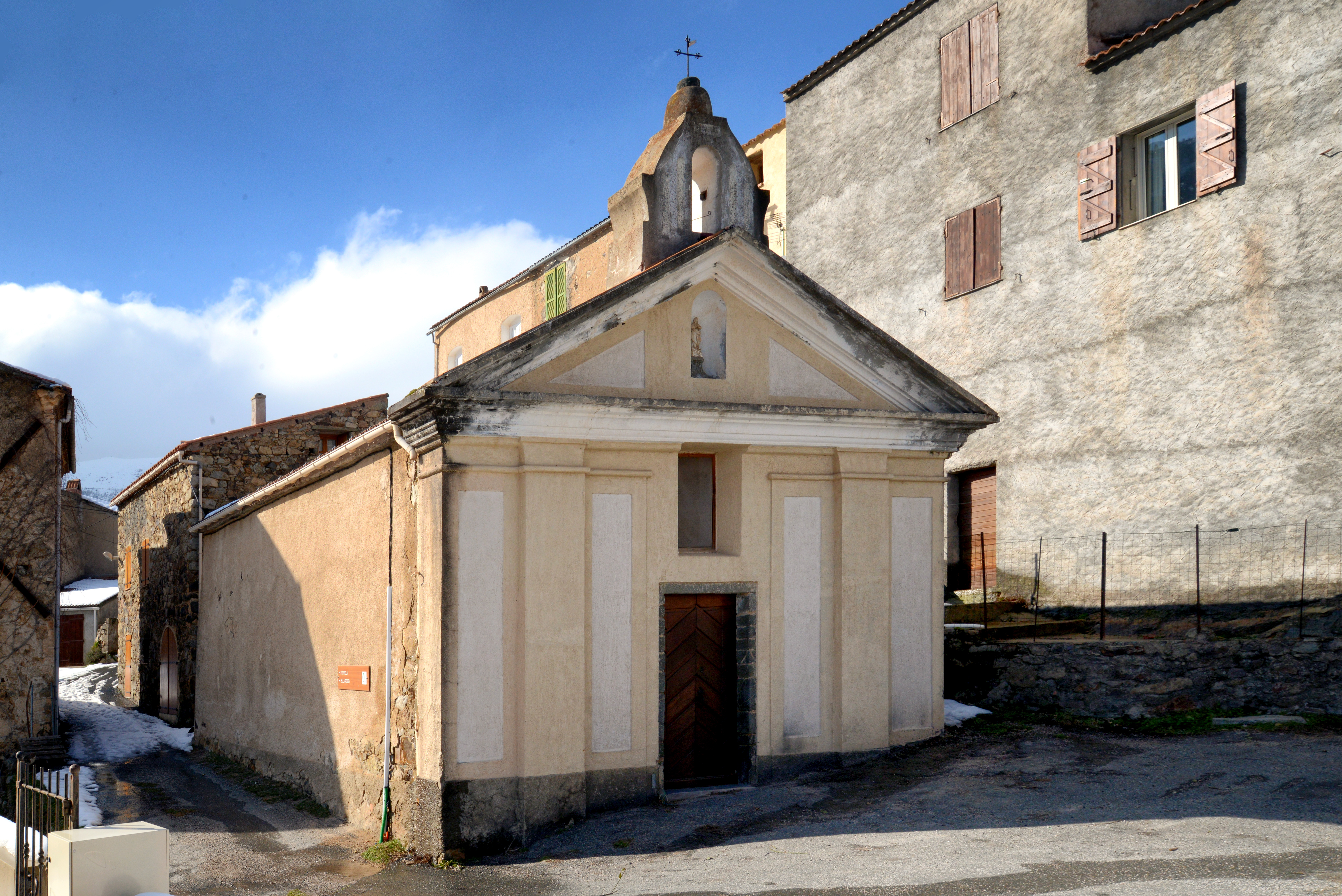
Kapelle Forcili
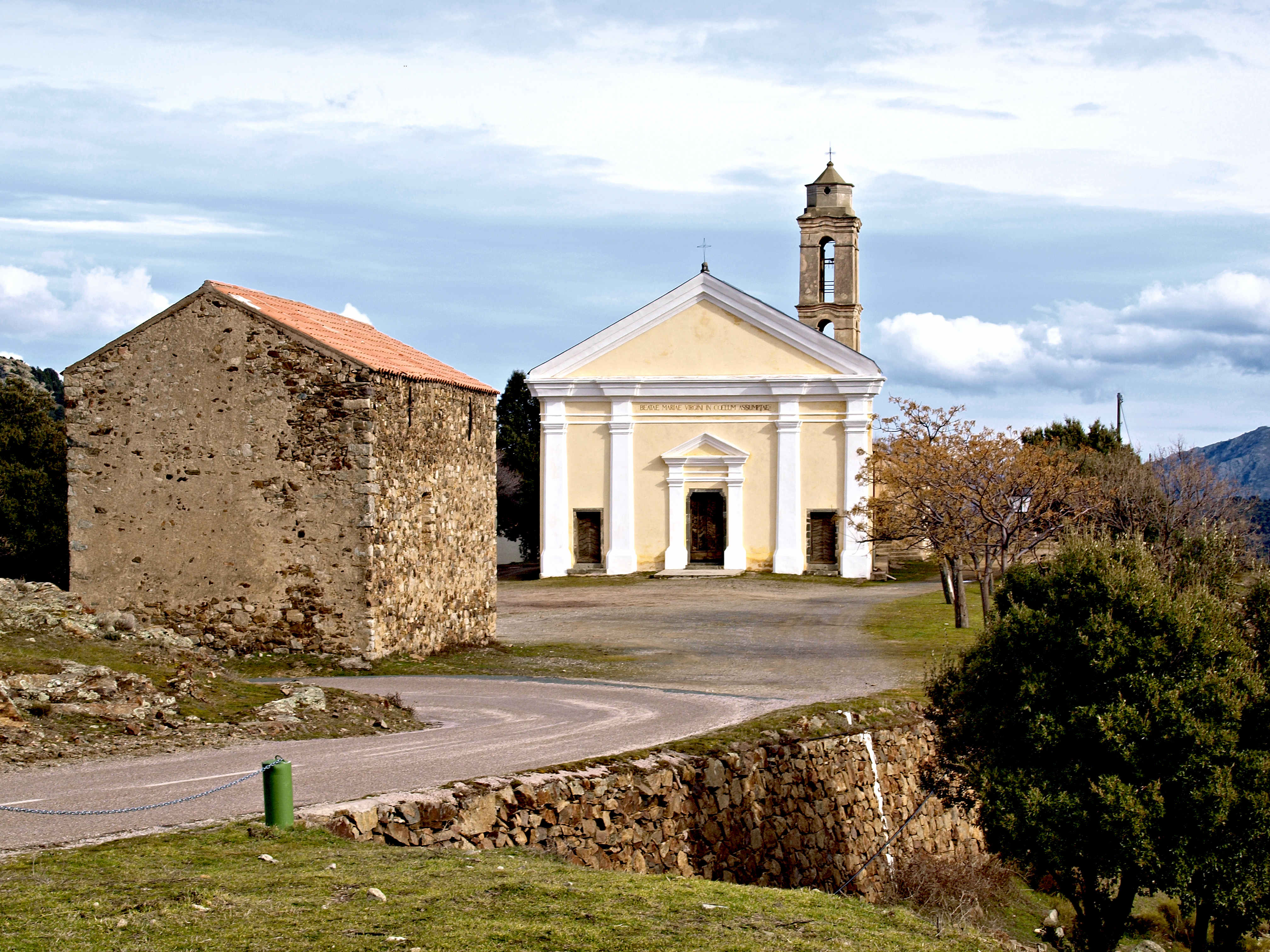
Kapelle Sainte-Croix
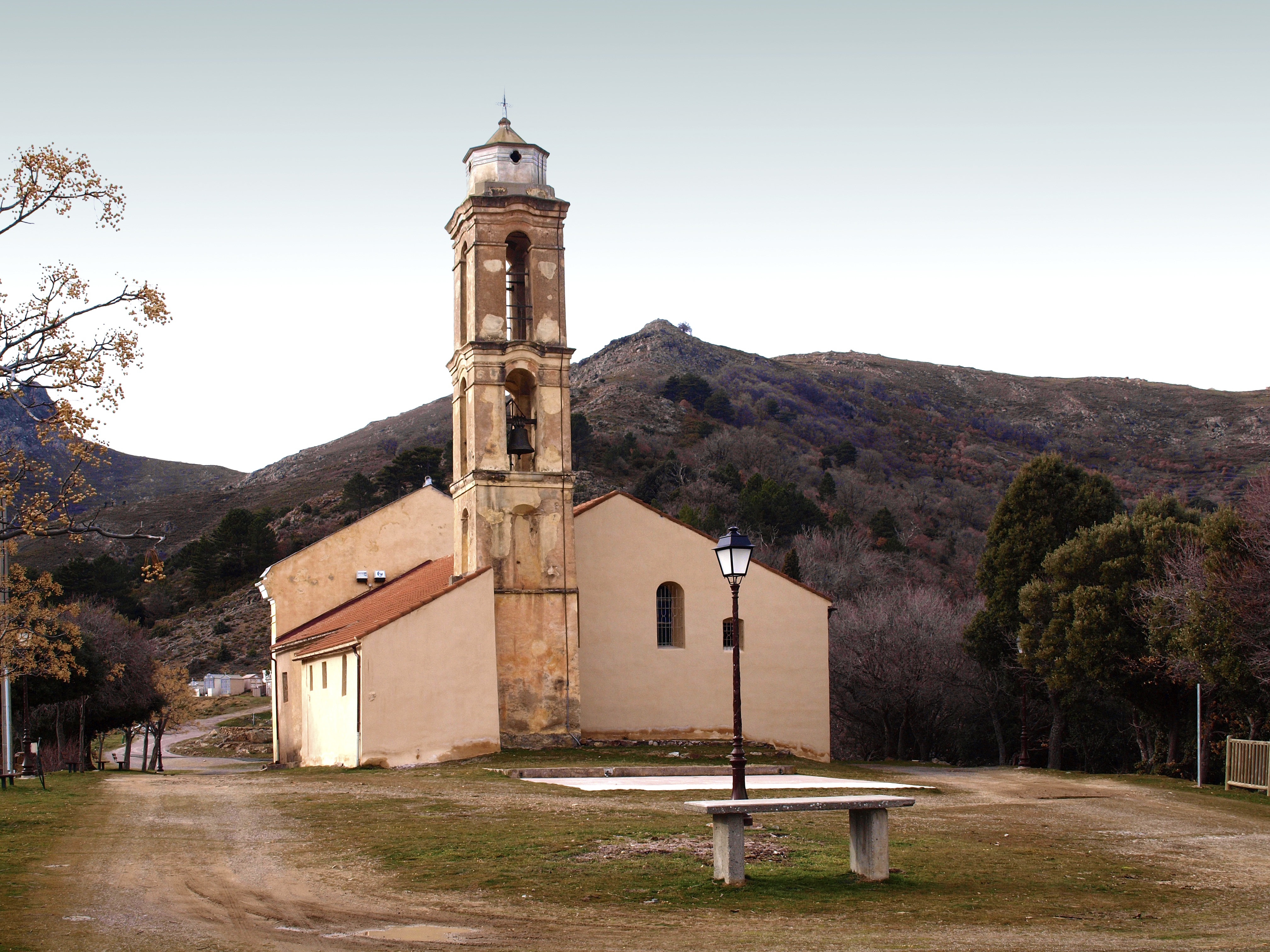
Kirche Santa-Maria-Assunta
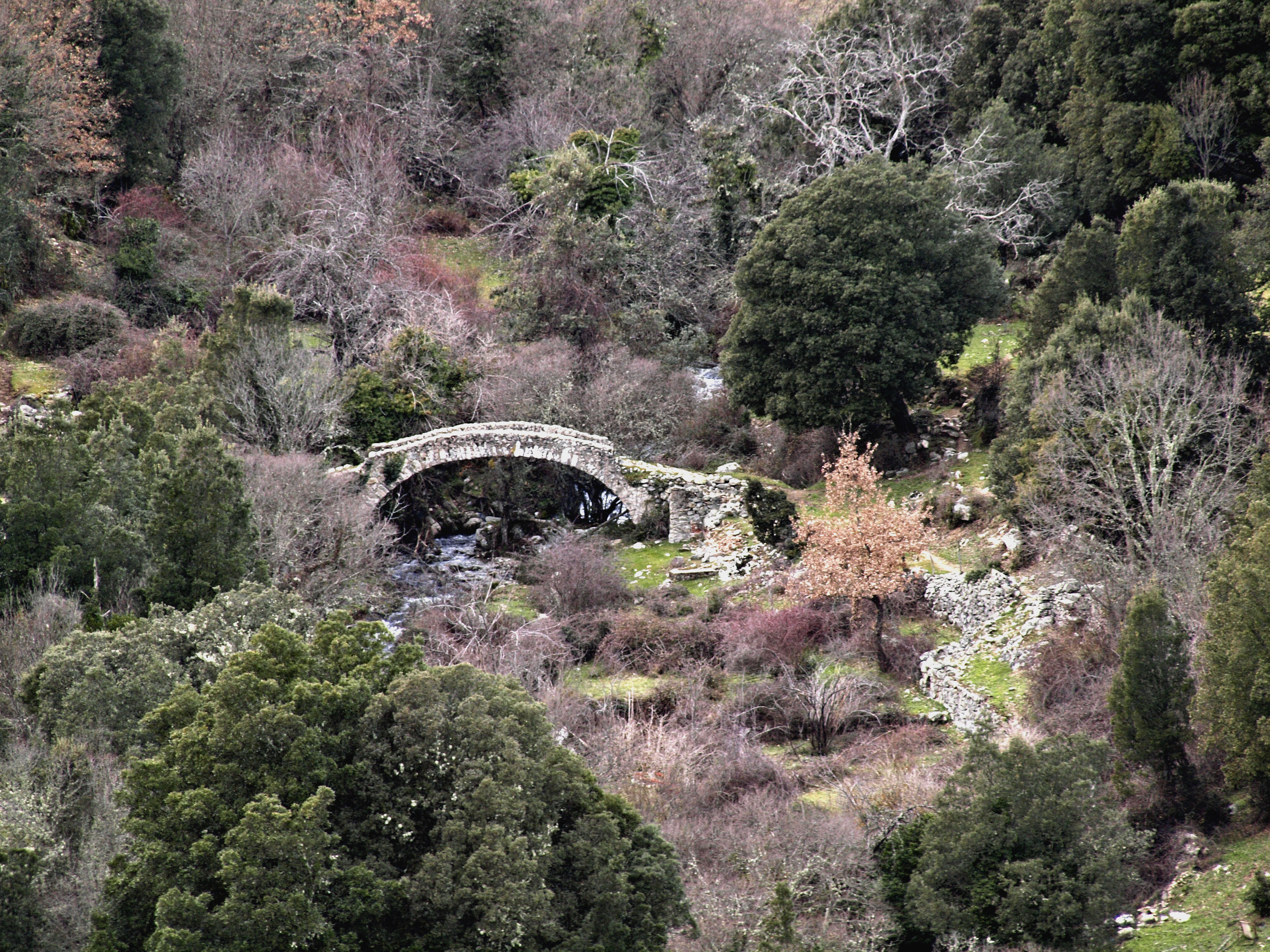
Brücke über den Ruisseau de Forcili
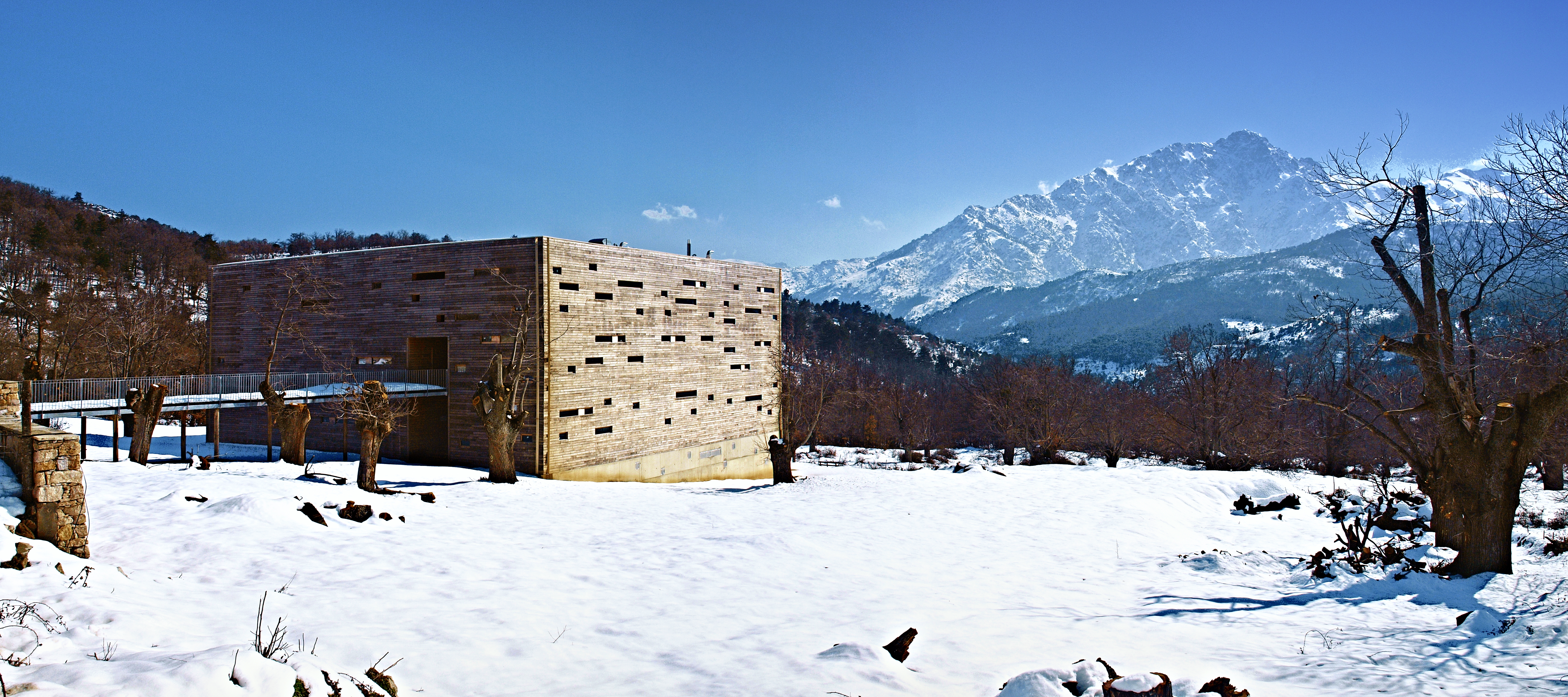
Theater von Pioggiola
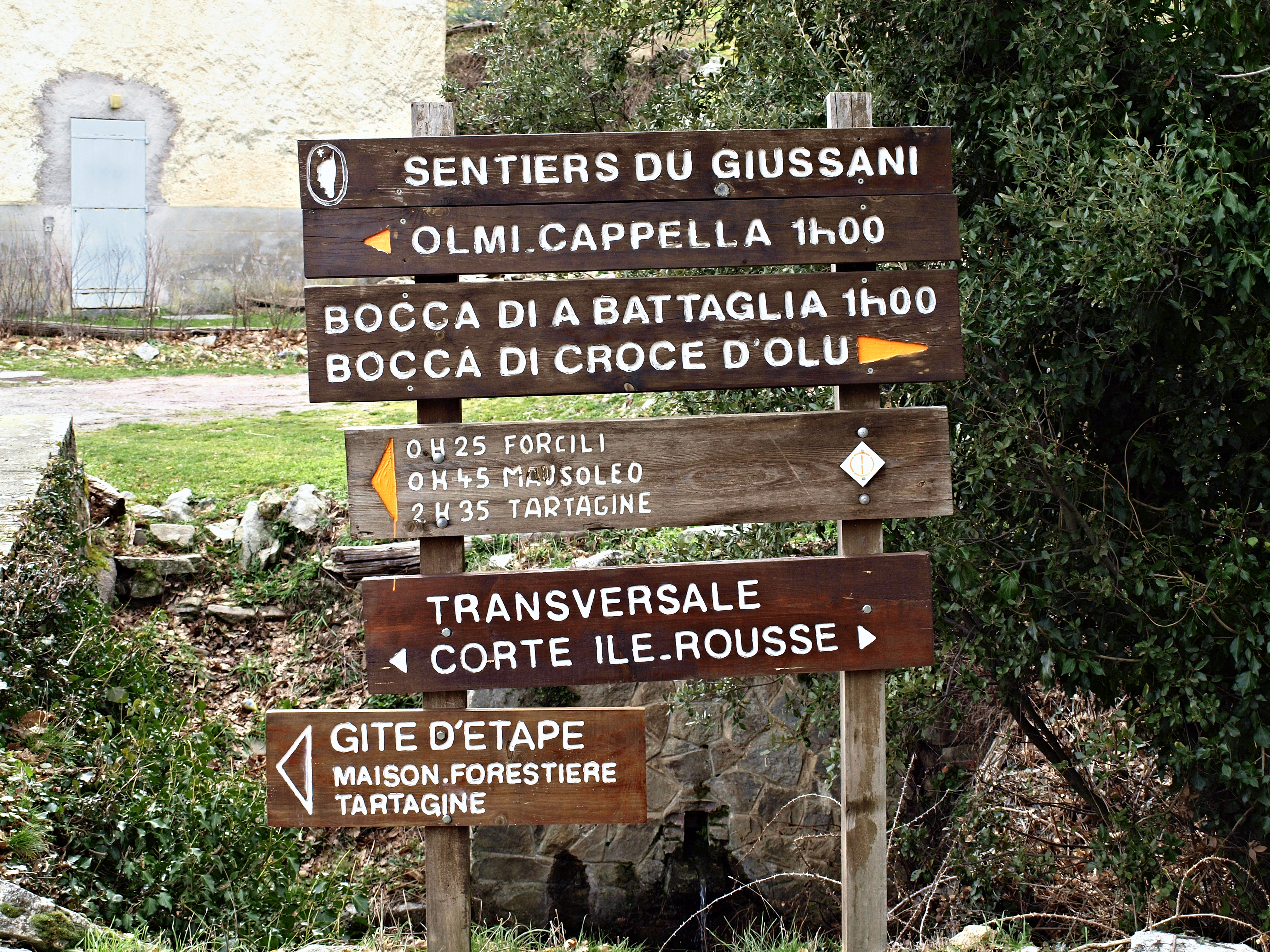
Wegweiser
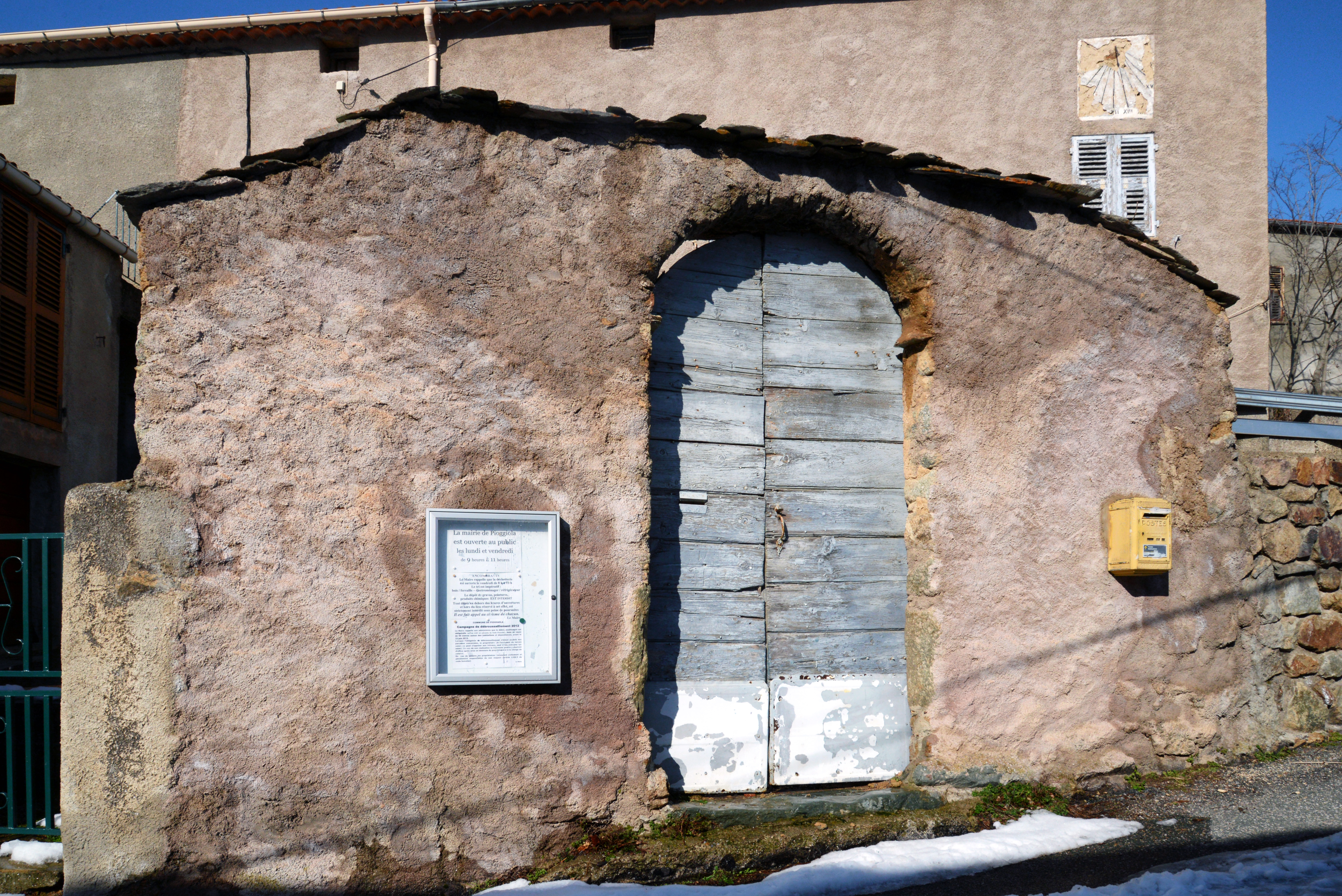
Mairie im Ortsteil Forcili

## Bevölkerungsentwicklung
| Jahr      | 1962 | 1968 | 1975 | 1982 | 1990 | 1999 | 2008 | 2012 |
| --------- | ---- | ---- | ---- | ---- | ---- | ---- | ---- | ---- |
| Einwohner | 119  | 83   | 79   | 34   | 49   | 69   | 90   | 88   |